# Sylph
Sylph (シルフ?, Shirufu) è stata una rivista mensile di manga shōjo pubblicata dalla ASCII Media Works (in precedenza MediaWorks). Il primo numero uscì il 9 dicembre 2006 col titolo Comic Sylph (コミックシルフ?, Komikku Shirufu, normalmente scritto comic SYLPH) ed era in origine un'edizione speciale trimestrale del Dengeki Comic Gao!. A partire dal 21 marzo 2008, con la pubblicazione del sesto numero, la rivista diventò un'edizione speciale del Dengeki Daioh della ASCII Media Works. Il 22 maggio 2008 la rivista fu poi resa indipendente dal Dengeki Daioh e la sua cadenza divenne bimensile. Dal 22 maggio 2010 il Sylph viene pubblicato mensilmente.

## Serie pubblicate
- Anonymous Egao
- Beat Punk Generation
- Chack
- Fujoshissu!
- Jūsha no gakkō
- Kagayaki no Oka Yōkō no Machi
- La storia della Arcana Famiglia
- Level4
- Lilia to Treize
- Majina!
- Makanai komusume
- Omamori no kami-sama
- S.L.H Stray Love Hearts!
- Shōnen ōjo
- Torikagosō no kyō mo nemutai jūnintachi
- Triple Complex
- Uta no☆Prince-sama♪ Debut
- Yui, 316-sai
- Yūkai no susume